# Pias (Serpa)
Pias es una freguesia portuguesa situada en el municipio de Serpa. Según el censo de 2021, tiene una población de 2542 habitantes.